# Cratere Powehiwehi
Powehiwehi è un cratere sulla superficie di Rea.